# Tragblatt

Beispiele von Tragblättern (olivgrün): links Tragblätter eines vegetativen Seitenzweigs (Probraktee); Mitte Tragblätter eines Blütenstands (Braktee); rechts Tragblätter von Einzelblüten (Braktee)

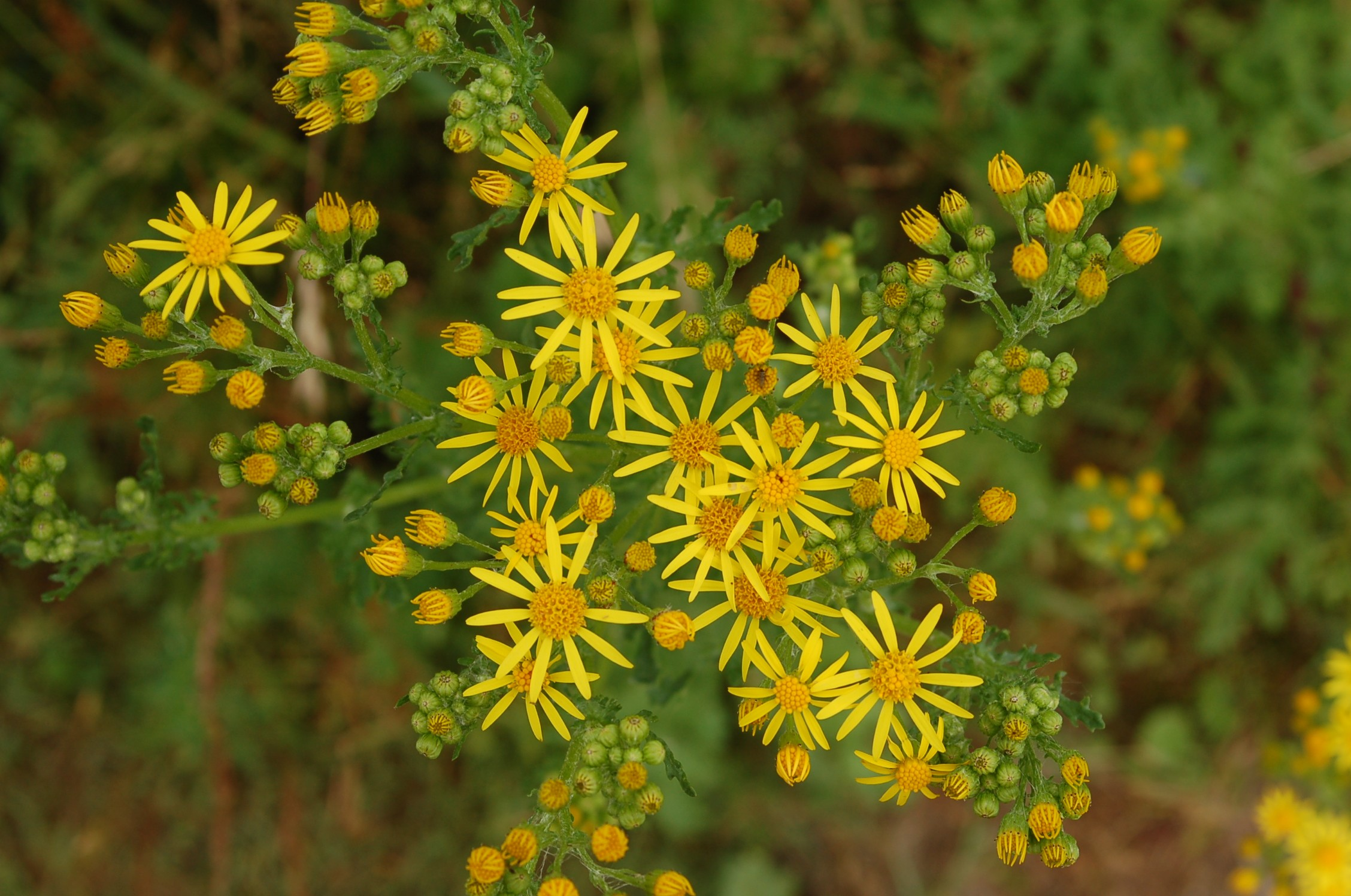
Blütenstand von Sumpf-Greiskraut mit deutlich sichtbaren Tragblättern an der Basis der einzelnen Seitensprosse

Ein Tragblatt ist bei Pflanzen ein Blatt, das in seiner Blattachsel einen Seitenspross trägt. Bei diesem kann es sich um einen vegetativen Seitenzweig (dann Probraktee genannt), einen Blütenstand oder eine Einzelblüte (Deckblatt oder Braktee) handeln (siehe Schemazeichnung). Mitunter werden alle Tragblätter als Braktee bezeichnet (insbesondere in der englischsprachigen Literatur), wohingegen darunter häufig nur Tragblätter von fertilen Seitensprossen verstanden werden.
Das Tragblatt kann ein Keimblatt, ein Niederblatt, ein Laubblatt oder ein Hochblatt sein. 
Besonders im Bereich des Blütenstandes sind die Tragblätter häufig anders als die Laubblätter gestaltet. Bei vielen Arten sind die Tragblätter von Blüten oder Teilblütenständen als Hochblätter ausgebildet (= brakteos), das heißt kleiner und einfacher als die Laubblätter gebaut. 
Die englische Bezeichnung bract sowie die französische bractée sind auf hochblattartige Tragblätter beschränkt.